# Linepithema leucomelas
Linepithema leucomelas es una especie de hormiga del género Linepithema, subfamilia Dolichoderinae. Fue descrita científicamente por Emery en 1894.
Se distribuye por Brasil. Se ha encontrado a elevaciones de hasta 1350 metros. Vive en microhábitats como la vegetación baja.